# 长花百蕊草
长花百蕊草（学名：Thesium longiflorum）为檀香科百蕊草属下的一个种。

## 扩展阅读
維基物種上的相關：长花百蕊草